# 小行星4823
小行星4823（英語：4823 Libenice）是一颗围绕太阳公转的小行星。1986年10月4日，安東寧·姆爾科斯在克列特发现了此天体。
这颗小行星的绝对星等为52.58120514968386等。